# 沙利文冰原島峰
82°31′S 156°35′E / 82.517°S 156.583°E
沙利文冰原島峰（英語：Sullivan Nunatak）是南極洲的冰原島峰，位於奧次地，屬於地質學家嶺的一部分，美國地質調查局根據測量和該國海軍的空中照片繪入地圖，現時由南極條約體系管理。